# Dacnusa gangtokensis
Dacnusa gangtokensis is een insect dat behoort tot de orde vliesvleugeligen (Hymenoptera) en de familie van de schildwespen (Braconidae). De wetenschappelijke naam van de soort werd voor het eerst geldig gepubliceerd door Katiyar & Sharma in 1988.